# Les Baroches
Les Baroches település Franciaországban, Meurthe-et-Moselle megyében. Lakosainak száma 329 fő (2022. január 1.). Les Baroches Abbéville-lès-Conflans, Lantéfontaine, Lubey, Moutiers, Ozerailles, Valleroy, Hatrize és Val de Briey községekkel határos.

## Népesség
A település népességének változása:
| Lakosok száma | 285  | 295  | 312  | 360  | 379  | 362  | 351  | 351  | 344  | 329  |
|               | 1968 | 1982 | 1990 | 2006 | 2013 | 2015 | 2017 | 2019 | 2020 | 2022 |